# ルクレシア・モット
ルクレシア・モット（Lucretia Mott、旧姓・コフィン (Coffin) 、1793年1月3日 - 1880年11月11日）は、アメリカのクエーカー教徒、奴隷制度廃止論者、女性の権利活動家。1840年の世界反奴隷制大会(en)に急進派の代表として参加するものの女性差別を受け、1848年のセネカフォールズ大会(en)で感情宣言(en)を共同執筆して「女性の参政権」を訴えた。

## 生涯
1793年、マサチューセッツ州、ナンタケット島のクエーカー教徒の家に生まれた。
クエーカー教徒は他の宗派とは違って、女性はイヴの末裔であるから男性の従属物とみなされなかった。また、ナンタケット島は捕鯨で男たちが不在のことが多く、生活における女性の決定権は他の地域に比べて比較的大きかったという。母方は1790年に亡くなったベンジャミン・フランクリンの親戚であり、母も小さな店を経営していた。
ニューヨークのクエーカー派の高等教育機関（ナイン・パートナーズ寄宿学校en）に通い、さらに教師になった。
その際男性教師が女性スタッフよりはるかに多く給与が支払われてたことを発見したときから女性の権利への関心が始まった。
同僚の教師と結婚。
その後、モットの一家と夫婦は共に住み、クエーカーの街・フィラデルフィアへ引っ越した。

### フィラデルフィアでの活動
子育てをしながらも勉学を続け、イギリスのメアリ・ウォルストンクラフトの『女性の権利の擁護』が愛読書でした。その後、フレンド教（クエーカー）の集会でたびたび話をした。
1818年、ヴァージニアに他の女性教師を伴って行ったとき、黒人奴隷の姿が悲惨で耐え難いものだった。また夫はすでに奴隷廃止協会に属していた。ほとんどのクエーカー教徒のように、モットも奴隷制を悪と見なし、エリアス・ヒックス(en）に一部触発されて、奴隷を用いて作られた綿布、サトウキビなど商品の使用を拒否した。
1821年、正式にフレンド教の牧師となった。
1830年、モット夫妻は反奴隷制の新聞編集者から、若いジャーナリスト（25歳）のウィリアム・ロイド・ギャリソン（en）を紹介された。翌年にギャリソンはボストンに帰り、『解放者』を発行している。
1833年、フィラデルフィア女性反奴隷制協会が結成され、ルイザ・メイ・オルコット（『若草物語』の著者）の母、アパ・オルコットも参加していた。モットは奴隷制度に敏感であり、さらに女性問題にも敏感であり、奴隷制廃止を訴えるイラストに男性が載るのが一般的なのを女性を載せるなどの取り組みもしている。またメンバーには中産階級の黒人女性も含まれていた。
1837年、娘夫婦とも一緒に住んでいたものの（ナンタケットでは女性は結婚しても母方の家族と行動を共にするという風習があり）手狭になり、大きな家に転居。食堂は50人ほどが一緒に食事ができるほどの広さで、さまざまな運動の同士をもてなした。そこには元第六代大統領ジョン・クィンシー・アダムス（第二代大統領ジョン・アダムズの息子）も訪問している。
1838年、ペンシルバニア・ホールenを建てた。黒人との交友によって会場を提供してくれる場所がなくなったため（暴徒に狙われるため）で、ガス灯のついて豪華な内装のホールだった。
また1837～1839年に毎年行われていたアメリカ人女性の全国奴隷制反対条約en（このような地域での女性が集まった会合は初）にモットは参加しているが最初はニューヨークだったが1838年からはペンシルバニアで行われた。
1838年はペンシルバニア・ホールで行われたものの、黒人女性が含まれていたため、暴徒が一万7000人に及び、ホールは放火されてしまった。
1840年、世界奴隷制反対会議（en)がロンドンで行われた。そこで少し前から「女性の問題」（女性を参政させるか否か）で奴隷廃止運動家の間でに二派にわかれていた。急進派のギャリソンは女性の権利を認め代表の五人の内ひとりに女性のモットを選んだ。しかし、議会からは締め出され傍聴席で聞くことのみを許される始末で、ギャリソンは遅れてきたのですが同じく傍聴席に座ったと言われている。
このときから女性の参政権に関する活動を本格的に固め、1848年のセネカ・フォールズ大会で所感の宣言を共同執筆し、「女性の権利」を訴えた。